# Henryk Zygalski
Henryk Zygalski (Multimédia:Zygalski.ogg, ['xɛnrɨk zɨ'galski]; Poznań, 15 de julho de 1908 – Liss, 30 de agosto de 1978) foi um matemático e criptoanalista polaco que trabalhou na quebra do segredo da Máquina Enigma antes e durante a Segunda Guerra Mundial. Zygalski era civil a partir de 1932, trabalhando no Biuro Szyfrów (Gabinete de Cifras), instalado no Palácio Saxão em Varsóvia, com os colegas Marian Rejewski e Jerzy Różycki. Juntos desenvolveram métodos e equipamento para decifrar as mensagens que os alemães emitiam com a Enigma.

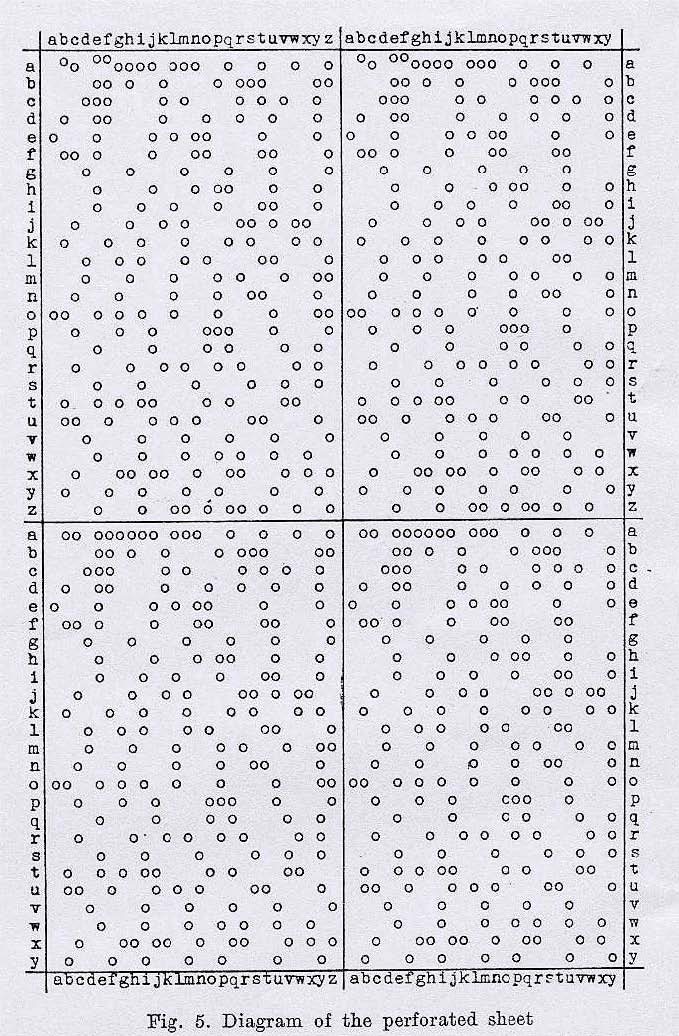
Folha Zygalski

Em final de 1938, em resposta à crescente complexidade dos procedimentos alemães de criptografia, Zygalski concebeu as  "folhas perfuradas", um dispositivo manual para encontrar as configurações de uma Máquina Enigma. Este esquema, tal como o anterior catálogo de cartões era independente do número de conexões usadas no painel ou comutador da Máquina Enigma.
Depois da guerra, permaneceu exilado no Reino Unido e trabalhou como  professor de matemática numa escola de província. Faleceu em 30 de Agosto de 1978 em Liss, uma aldeia no Hampshire e está sepultado em Londres. Pouco antes da sua morte foi reconhecido o seu papel na decifração da Enigma, tendo-lhe sido atribuído um doutoramento honoris causa pela Universidade Polaca Exilada.

## Ver também

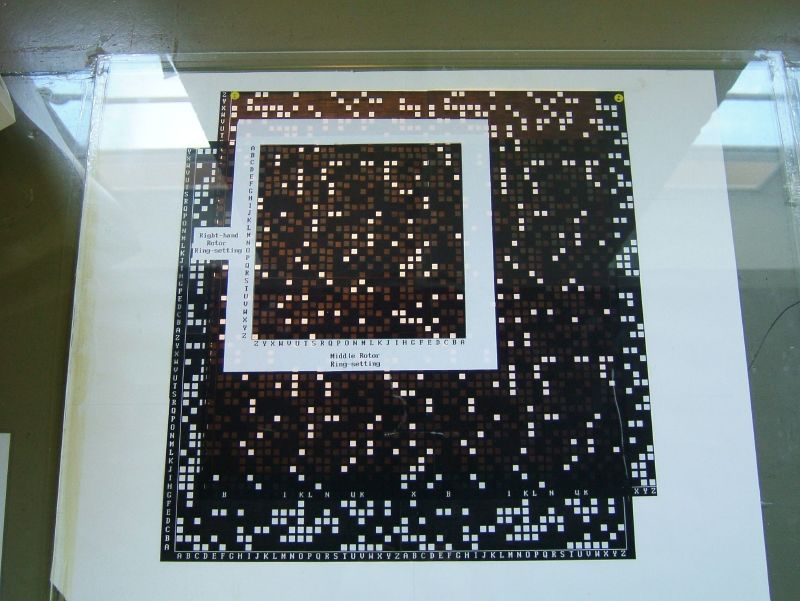
Demonstração das folhas de Zygalski em Bletchley Park